# Oluf Gerhard Tychsen

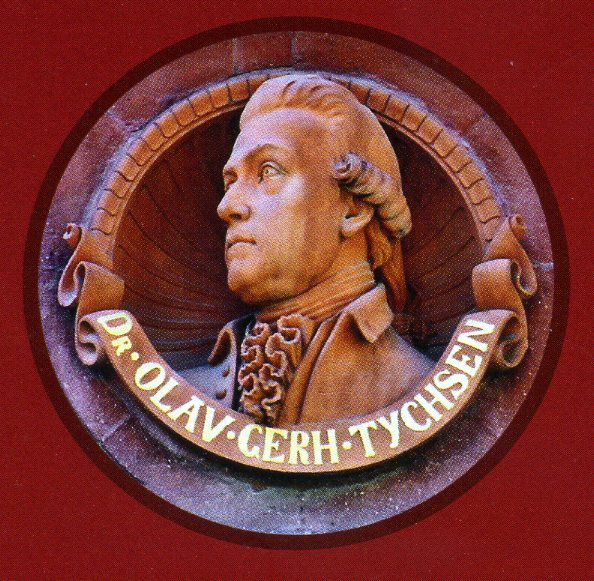
Reliefportrait des Orientalisten Oluf Gerhard Tychsen am Universitätshauptgebäude in Rostock

Oluf Gerhard Tychsen (* 14. Dezember 1734 in Tondern; † 30. Dezember 1815 in Rostock) war ein aus dem Herzogtum Schleswig stammender Orientalist und Bibliothekar. Er wirkte an der Universität Bützow sowie an der Universität Rostock.

## Leben
Tychsen war der Sohn eines dänischen Sergeanten und einer Schneiderstochter. Er besuchte die Lateinschule in seinem Geburtsort und konnte 1752 mit Hilfe von Gönnern das Akademische Gymnasium in Altona besuchen. Hier erhielt er ersten Kontakt mit Sprache und Religion der Juden, die ihm der Rabbiner Jonathan Eybeschütz vermittelte.
Tychsen studierte zunächst an der Universität Jena, wechselte aber bald an die Universität Halle zu Studium der Theologie, der Geschichte und der orientalischen Literatur. Nach erfolgreichem Abschluss wirkte er in Halle als Lehrer am Waisenhaus der pietistischen Franckeschen Stiftungen. Von da wurde er durch Johann Heinrich Callenbach an das Institutum Judaicum et Muhammedicum geholt und zum Judenmissionar ausgebildet. Zu diesem Zweck ging 1759–1760 auf zwei Missionsreisen durch Norddeutschland und Dänemark, die aber ohne Erfolg blieben. Durch eine Empfehlung des Pietisten Christian Albrecht Döderlein erhielt er 1760 eine Anstellung als Magister und 1762 einen Ruf als Professor für orientalische Sprachen an die Universität Bützow, die durch Auszug aus der lutherischen Universität Rostock gegründet worden war. Im Jahr 1765 heiratete er die fast zehn Jahre ältere Magdalena Sophia von Tornow († 1806), die ihn während einer Krankheit gepflegt hatte und eine reiche Mitgift mit in die Ehe brachte; ein 1766 geborener Sohn verstarb bereits im nächsten Jahr und blieb das einzige Kind. Die Mitgift und das Erbe der Wismarer Schwiegermutter setzten ihn in den Stand, mit der Zeit eine ansehnliche Bücher- (etwa 10 000 Bände) und eine Münzensammlung zu erwerben. Seine Einschätzung des zeitgenössischen Judentums war aber sehr negativ, weil kein Fortschritt in der Mission erkennbar war. Seine Diffamierung der Speisegesetze löste 1768/69 einen Protest der Schweriner Juden aus.
Im Jahr 1789 ließ Herzog Friedrich Franz I. die Universitäten Bützow und Rostock wieder zusammenlegen und bestimmte als Standort Rostock. Tychsen rückte dort auf zum Oberbibliothekar (Bibliotheksdirektor).
Neben dem Ausbau der Universitätsbibliothek widmete Tychsen auch seiner privaten Forschungsbibliothek viel Zeit. Bis auf wenige Ausnahmen kaufte die Universität Rostock seinen gesamten Nachlass.
Die Bützowschen Nebenstunden gelten als sein Hauptwerk. Die sechs Bände entstanden zwischen 1766 und 1769 und wurden eine Fundgrube für die jüdische Geschichte. Tychsen gilt heute als einer der Begründer der arabischen Paläographie und konnte mit seinen Versuchen, die Keilschrift zu entziffern, als Erster einige Erfolge vorweisen.
Bereits 1793 wurde Tychsen Mitglied der Königlichen Akademie der Wissenschaften in Stockholm. Es folgten Mitgliedschaften der in Padua und Kopenhagen. Ab 1803 war Tychsen außerordentliches und ab 1812 Ehrenmitglied der Preußischen Akademie der Wissenschaften. Seit 1813 war er auswärtiges Mitglied der Bayerischen Akademie der Wissenschaften. Gleich zwei Ehrendoktortitel erhielt Tychsen 1813 durch die Theologische und die Juristische Fakultät der Universität Rostock. Karl XIII. von Schweden ernannte ihn zum Ritter des Nordstern-Ordens.

## Werke (Auswahl)
- Briefwechsel 1777–1815. Universitätsbibliothek Rostock 1992

1. Briefe von Oluf Gerhard Tychsen.
2. Briefe von Giovanni Bernardo de Rossi

- Bützowsche Nebenstunden. Verschiedenen zur morgenländischen Gelehrsamkeit gehörigen Sachen gewidmet. 6 Bände. Bützow 1766–1769. (Digitalisate)
- Tentamen de rariis codicum Hebraicorum V. T. generibus. Kopp, Rostock 1772. (Digitalisat)
- Unächtheit der jüdischen Münzen mit hebräischen und samaritanischen Buchstaben. Coppen, Rostock/Leipzig 1779. (Digitalisat)
- Elementale Arabicum. Kopp, Rostock 1782. (Digitalisat)
- Geschichte der öffentlichen Universitäts-Bibliothek und des Museum zu Rostock. Adler, Rostock 1790. (Digitalisat)
- Opuscula quatuor, antiquitates Orientales illustrantia. 1: Assertio epistolaris de peregrina numorum Hasmonaeorum origine. Stiller, Rostock 1794. (Digitalisat)
- Introductio in rem numariam Muhammedanorum. Stiller, Rostock 1794. (Digitalisat)
- De cuneatis inscriptionibus Persepolitanis lucubratio. Stiller, Rostock 1798 (Digitalisat)
- Die Erbfolge eines Ehemannes in den Nachlaß seiner ohne Kinder und Testament verstorbenen Ehefrau nach jüdischen Gesetzen. Adler, Rostock 1804. (Digitalisat)
- Opuscula quatuor, antiquitates Orientales illustrantia. 2: Interpretatio inscriptionis Cuficae in Marmorea templi Patriarchalis S. Petri Cathedra qua S. Apostolus Petrus Antiochiae sedisse traditur. Kopp, Rostock 1809. (Digitalisat der Editio secunda emendatior)

## Übersetzung
- Ignacio Jordan de Asso y del Rio: Abhandlung von den Heuschrecken und ihren Vertilgungs-Mitteln. Aus dem Spanischen übersetzt und mit einem Anhang von den Biblischen Heuschrecken begleitet von Oluf Gerhard Tychsen. Kopp, Rostock 1887. (Digitalisat)